# Гизонача
Гизонача (фр. Ghisonaccia) насеље је и општина у Француској у региону Корзика, у департману Горња Корзика која припада префектури Кор.
По подацима из 2011. године у општини је живело 3825 становника, а густина насељености је износила 56,04 становника/km². Општина се простире на површини од 68,25 km². Налази се на средњој надморској висини од 16 метара (максималној 329 m, а минималној 0 m).

## Демографија
| 1962. | 1968. | 1975. | 1982. | 1990. | 1999. | 2011. |
| ----- | ----- | ----- | ----- | ----- | ----- | ----- |
| 1.540 | 2.473 | 3.240 | 3.297 | 3.270 | 3.168 | 3.825 |

График промене броја становника у току последњих година